# Utajärvi
Utajärvi je obec ve finské provincii Severní Pohjanmaa. Na rozloze 1 736,23 km² žilo v roce 2003 celkem 3 263 obyvatel. Hustota zalidnění tak činila 2 obyvatele/km². Obec je jednotně finskojazyčná.
Obec je známá především díky morénové oblasti Rokua, což je oblíbená letní a sportovní destinace.

## Vesnice
Ahmas, Alakylä, Ala-Naama, Ala-Niska, Autio, Juorkuna, Järvikylä, Kangaskylä, Kemilä, Kivijärvi, Kormunkylä, Marttisjärvi, Murronkylä, Naamankylä, Niska, Ojakylä, Potku, Sanginkylä, Sipolankylä, Sotka (Sotkankylä), Särkijärvi, Tervolankylä, Utanen, Ylisuvanto, Yli-Utos.